# Herb Piechowic

Herb Piechowic do 2016 roku

Herb Piechowic – jeden z symboli miasta Piechowice w postaci herbu.

## Wygląd i symbolika
Herb przedstawia w polu niebieskim na rzece srebrnej koło wodne nadsiębierne złote, po którym w prawo spływa woda srebrna wypływająca z koryta złotego po lewej. Całość na tarczy typu hiszpańskiego.

## Historia
Herby miasta bazują na zachowanych w archiwum jeleniogórskim pieczęciach gminy Piechowice (Petersdorf) z początku XX wieku, które wyobrażały tarczę herbową z kołem wodnym, nawiązującym do początków powstałej przy młynie wodnym osady. Przed 2016 rokiem, z powodu omyłki w statucie funkcjonowały dwie wersje barwne herbu, według opisu herb Piechowic przedstawiał tarczę herbową barwy ultramarynowej, na której drewniane koło młyńskie o kolorze drewna z podkreśleniem słoi, na obwodzie którego mieści się osiem prostokątnych czerpaków. Nad kołem umieszczone koryto z drewna, z którego spływa biały strumień wody. Woda spływa z koryta na koło z lewej strony. Pod kołem umieszczone są białe fale wodne. Tymczasem załącznik graficzny do statutu zawierał wizerunek o srebrnej barwie pola oraz niebieskiej wodzie. Nowy wzór herbu został przyjęty uchwałą nr 187/XXX/2016 Rady Miasta Piechowice z 29 grudnia 2016 roku w sprawie ustanowienia herbu, pieczęci, flagi, flagi stolikowej i banera Gminy Miejskiej Piechowice. Wzór herbu opracowali Kamil Wójcikowski i Robert Fidura.